# Ricardo Martorell y Fivaller
Ricardo Martorell y Fivaller (Ciudadela, 1854 - Madrid, 12 de marzo de 1907) fue un aristócrata y político de español.

## Biografía
Nació en la localidad menorquina de Ciudadela, en 1854. Llegó a osentar los títulos nobiliarios de V duque de Almenara Alta (desde 1893, al suceder a su hermano Gabino Martorell y Fivaller), V marqués de Albranca y VIII marqués de Paredes. Contrajo matrimonio con María de los Ángeles Téllez-Girón y Fernández de Córdoba, hija del duque de Uceda y de Escalona. Miembro del Partido Conservador, fue elegido diputado al Congreso por el distrito electoral de Mahón en las elecciones generales de 1884, y por el de Balaguer, en los comicios de 1891. Falleció en Madrid en 1907.